# 사가라 요리토미
사가라 요리토미(일본어: 相良 頼福 さがら よりとみ[*])는 히고국 히토요시번 4대 번주이자, 사가라씨 23대 당주이다.

## 생애
게이안 4년 (1651년), 2대 번주 사가라 요리히로의 동생인 사가라 나가히데의 차남으로 태어났다. 초명은 나가후사(長房)이다.
겐로쿠 원년 (1688년), 3대 번주 요리타카 (요리토미의 사촌)가 정실인 오카메 (요리토미와 남매)와의 사이에서 얻은 요리야스, 계실 겟센인과의 사이에서 얻은 요리자네가 잇따라 요절함에 따라, 겐로쿠 3년 (1690년) 4월, 요리타카의 양자가 되었다. 같은 해 7월, 쇼군 도쿠가와 츠나요시를 알현하고, 종5위하 시마노카미에 서임되었다.
겐로쿠 16년 (1703년) 4월, 요리타카의 사망으로 가독을 이었다.
호에이 2년 (1705년), 전년에 큰 수해를 입어, 요리토미는 코즈케국 도네강(토네가와), 무사시국 아라카와에서 개보수를 명령받아, 같은 번주인 사타케 요시타다 (데와 쿠보타번), 마츠다이라 요리아츠 (마츠다이라 다이젠가), 마츠다이라 치카토모 (데와 히로세번)와 함께 직을 맡아 이 공으로 시복10령(領)을 받았다.
번정에 있어서도, 수해의 대책을 세우느라 바빠서 재정은 어려웠지만, 호에이 7년 (1710년) 4월부터 이츠키무라 사카세가와 아카이와다니의 동산(銅山) 채굴을 개시했다.
쇼토쿠 2년 (1712년) 9월 16일, 병을 이유로 장남 나가오키에게 가독을 물려주고 막부의 허가를 받아 은거했다. 쇼토쿠 4년 (1714년) 5월에는 출가하여 요세이(梁誠)라고 칭했다.
교호 5년 (1720년) 3월 5일에 향년 70세로 사망했다.

## 가계
- 아버지 : 사가라 나가히데(相良長秀)
- 어머니 : 카마타 로쿠자에몬(鎌田六左衛門)의 딸
- 양아버지 : 사가라 요리타카
- 정실 : 오토요(於豊) - 요신인(養心院). 이타쿠라 시게노리의 딸. 이타쿠라 시게타네의 양녀.
  - 장남 : 사가라 나가오키
  - 차녀 : 오나가(於長)
  - 차남 : 사가라 타케요시
  - 3녀 : 오쿠라(於倉)
  - 4남 : 이와지로(岩次郎)
  - 4녀 : 오마츠(於松)
  - 6남 : 카즈마(数馬)
- 계실 : 오츠미(於積) - 사가라 요리히로의 딸
- 측실 : 시부야씨(渋谷氏)
- 측실 : 니시씨(西氏)
  - 5남 : 사가라 나가아리
- 생모 불명의 자녀
  - 장녀 : 오만(於満) - 카타오카 마사미츠의 아내
  - 3남 : 사가라 에이나가(相良栄長)
  - 5남 : 사가라 나가히로(相良長浩)